# フィル・マグロー
フィル・マグロー (Phil McGraw, 1950年9月1日　- )は、ドクター・フィル（Dr. Phil）という名前で有名なアメリカのテレビ司会者、作家である。2002年からのトークショー「ドクター・フィル」を進めている。フィルは1990年後半に「オプラ・ウィンフリー・ショー」に出演し名前を知らせた。 2015年フォーブスはフィルを、世界で最も収益性の高い有名人15位に選ばれた。